# Läkemedelsverket

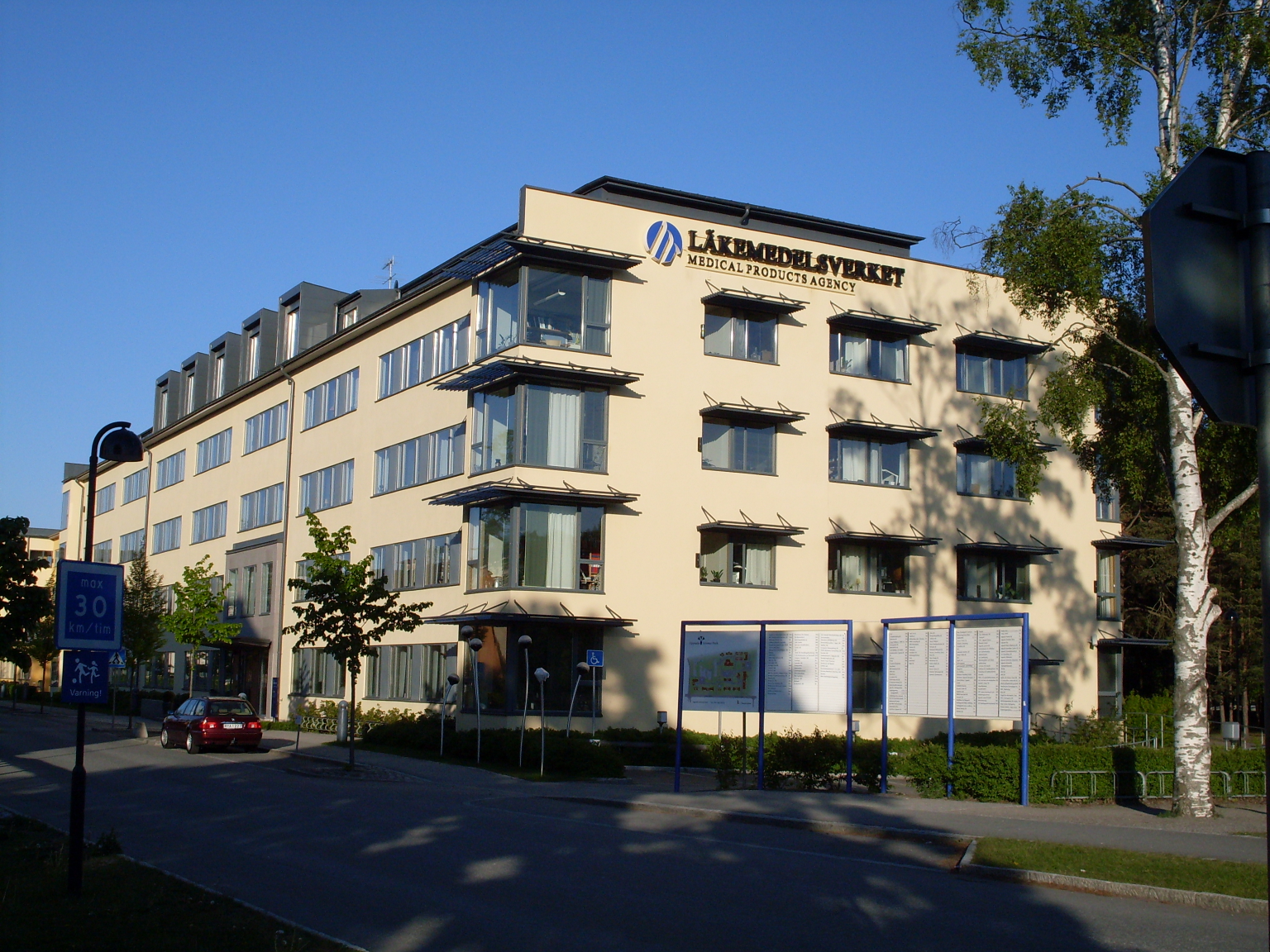
Die schwedische Arzneimittelagentur in Uppsala.

Läkemedelsverket  (kurz LV; englisch Medical Products Agency, kurz MPA) ist eine schwedische Behörde mit Sitz in Uppsala. Sie ist die Zulassungs- und Aufsichtsbehörde für Arzneimittel in Schweden und ist ebenfalls zuständig für die Überwachung von Kosmetika, Hygieneprodukten und Medizinprodukten.  Als Genehmigungs- und Aufsichtsbehörde für Betäubungsmittel regelt und überwacht sie deren Umgang und Verkehr.
Die dem Ministerium für Soziales zugeordnete Arzneimittelagentur wurde 1990 errichtet und beschäftigt rund 600 Mitarbeiter, hauptsächlich Mediziner und Pharmazeuten.